# آگوسان شمالی
آگوسان شمالی یا آگوسان دل نورته (Agusan del Norte) یکی از استان‌های کشور فیلیپین است.
این استان در جنوب این کشور قرار گرفته‌است و بخشی از جزیره میندانائو به‌شمار می‌رود.
مرکز این استان شهر کابادباران است.
جمعیت آن بیش از پانصد و پنجاه هزار نفر است.
مساحت این استان کمتر از دو هزار و ششصد کیلومتر مربع است.